# The Final Countdown (cântec)
"The Final Countdown" este un cântec al formației rock suedeze Europe, lansat în 1986. Scris de Joey Tempest, el este primul single de pe cel de-al treilea album de studio al formației, care de asemenea se numește The Final Countdown. Piesa a ajuns pe poziția Nr. 1 în 25 de țări, inclusiv Marea Britanie, unde a fost certificată cu aur în 1986. În Statele Unite s-a clasat pe poziția 8-a în Billboard Hot 100 și pe locul 18 în topul Billboard Album Rock Tracks.

## Poziționări în topuri

### Clasamente săptămânale
| Clasament (1986–1987)                | Poziția |
| ------------------------------------ | ------- |
| Australia (Kent Music Report)        | 2       |
| Austria (Ö3 Austria Top 40)          | 1       |
| Belgia (Ultratop 50 Flanders)        | 1       |
| Belgium (VRT Top 30 Flanders)        | 1       |
| Canada Top Singles (RPM)             | 5       |
| Europe (Pan-European Charts)         | 1       |
| Franța (SNEP)                        | 1       |
| Germania (Media Control Charts)      | 1       |
| Ireland (IRMA)                       | 1       |
| Italy (FIMI)                         | 1       |
| Olanda (Dutch Top 40)                | 1       |
| Olanda (Single Top 100)              | 1       |
| Noua Zeelandă (Recorded Music NZ)    | 12      |
| Norvegia (VG-lista)                  | 4       |
| Poland (LP3)                         | 1       |
| South Africa (Springbok Radio)       | 1       |
| Spain (AFYVE)                        | 1       |
| Suedia (Sverigetopplistan)           | 1       |
| Elveția (Schweizer Hitparade)        | 1       |
| UK Singles (Official Charts Company) | 1       |
| US Billboard Album Rock Tracks       | 18      |
| US Billboard Hot 100                 | 8       |
| US Cash Box                          | 10      |

### Clasamente anuale
| Clasament (1986)                  | Poziția |
| --------------------------------- | ------- |
| Austria (Ö3 Austria Top 40)       | 28      |
| Belgium (Ultratop 50 Flanders)    | 4       |
| France (SNEP)                     | 3       |
| Netherlands (Dutch Top 40)        | 2       |
| Netherlands (Mega Single Top 100) | 1       |
| Switzerland (Schweizer Hitparade) | 13      |

| Clasament (1987)               | Poziția |
| ------------------------------ | ------- |
| Australia (Kent Music Report)  | 10      |
| Austria (Ö3 Austria Top 40)    | 18      |
| Canada (RPM Top 100 Singles)   | 46      |
| Italy (FIMI)                   | 2       |
| South Africa (Springbok Radio) | 7       |

### Certificări și vânzări
| Regiune | Certificări | Vânzări  |
| --- | ----------- | -------- |
| Canada (Music Canada) | Gold        | 5.000^   |
| Franța (SNEP) | Platinum    | 903,000  |
| Regatul Unit (BPI) | Gold        | 500.000^ |
| *cifrele de vânzări sunt bazate pe un singur certificat ^cifrele cargo sunt bazate pe un singur certificat xcifrele nespecificate sunt bazate pe un singur certificat |             |          |

| Ordine de precedență                                                                        | Ordine de precedență | Ordine de precedență                                                                          |
| ------------------------------------------------------------------------------------------- | --- | --------------------------------------------------------------------------------------------- |
| Predecesor: "Papa Chico" by Tony Esposito                                                   | Austrian number-one single 1 December 1986 – 15 December 1986 (3 weeks)                                                                                       | Succesor: "You Want Love (Maria, Maria)" by Mixed Emotions                                    |
| Predecesor: "The Lady in Red" by Chris de Burgh                                             | Belgian Ultratop 50 Flanders number-one single 11 October 1986 – 25 October 1986 (3 weeks)                                                                    | Succesor: "Take My Breath Away" by Berlin                                                     |
| Predecesor: "The Way It Is" by Bruce Hornsby and the Range                                  | Dutch Top 40 number-one single 27 September 1986 – 18 October 1986 (4 weeks)                                                                                  | Succesor: "Take My Breath Away" by Berlin                                                     |
| Predecesor: "True Blue" by Madonna "Take My Breath Away" by Berlin                          | European number-one single 25 October 1986 (1 week) 29 November 1986 – 31 January 1987 (10 weeks)                                                             | Succesor: "Take My Breath Away" by Berlin "Is This Love?" by Alison Moyet                     |
| Predecesor: "Ève lève-toi" by Julie Pietri                                                  | French number-one single 8 November 1986 – 27 December 1986 (8 weeks)                                                                                         | Succesor: "T'en va pas" by Elsa Lunghini                                                      |
| Predecesor: "Rage Hard" by Frankie Goes to Hollywood                                        | German number-one single 13 October 1986 – 3 November 1986 (4 weeks)                                                                                          | Succesor: "Coming Home (Jeanny Part 2, ein Jahr danach)" by Falco                             |
| Predecesor: "Notorious" by Duran Duran                                                      | Italian number-one single 13 December 1986 – 7 February 1987 (9 weeks)                                                                                        | Succesor: "Si può dare di più" by Gianni Morandi, Enrico Ruggeri and Umberto Tozzi            |
| Predecesor: "Sing Our Own Song" by UB40                                                     | Mega Single Top 100 number-one single 6 September 1986 – 11 October 1986 (6 weeks)                                                                            | Succesor: "Don't Leave Me This Way" by The Communards with Sarah Jane Morris                  |
| Predecesor: "Suburbia" by Pet Shop Boys "In the Army Now" by Status Quo "Krew Boga" by Kult | Polish number-one single 6 December 1986 – 20 December 1986 (3 weeks) 3 January 1987 – 17 January 1987 (3 weeks) 7 February 1987 – 14 February 1987 (2 weeks) | Succesor: "In the Army Now" by Status Quo "Ulica miasta" by Aya RL "Rock the Night" by Europe |
| Predecesor: "Everybody Have Fun Tonight" by Wang Chung                                      | South African number-one single 7 March 1987 – 4 April 1987 (5 weeks)                                                                                         | Succesor: "Boom Boom (Let's Go Back to My Room)" by Paul Lekakis                              |
| Predecesor: "Dover–Calais" by Style                                                         | Swedish number-one single 28 May 1986 – 25 June 1986 (3 weeks)                                                                                                | Succesor: "Touch Me (I Want Your Body)" by Samantha Fox                                       |
| Predecesor: "Holiday Rap" by MC Miker G & DJ Sven                                           | Swiss number-one single 5 October 1986 – 16 November 1986 (7 weeks)                                                                                           | Succesor: "In the Army Now" by Status Quo                                                     |
| Predecesor: "Take My Breath Away" by Berlin                                                 | UK Singles Chart number-one single 6 December 1986 – 13 December 1986 (2 weeks)                                                                               | Succesor: "Caravan of Love" by The Housemartins                                               |

### "The Final Countdown 2000"
În 1999, a fost lansat remixul dance "The Final Countdown 2000". El a fost produs de Brian Rawling.

### Personal
- Joey Tempest – vocal
- John Norum – chitară electrică
- John Levén – chitară bas
- Mic Michaeli – sintetizator
- Ian Haugland – baterie

### Poziții în topuri
| Clasament(1999–2000)                 | Poziția în top |
| ------------------------------------ | -------------- |
| Australia (ARIA)                     | 33             |
| Finlanda (Suomen virallinen lista)   | 12             |
| Germany (Media Control AG)           | 35             |
| Netherlands (Mega Single Top 100)    | 60             |
| Norvegia (VG-lista)                  | 12             |
| Suedia (Sverigetopplistan)           | 6              |
| Elveția (Schweizer Hitparade)        | 33             |
| UK Singles (Official Charts Company) | 36             |